# Walter M. Jefferies
Walter Matthew Jefferies (* 12. August 1921 in Lebanon, Pennsylvania; † 21. Juli 2003 in Los Angeles, Kalifornien) war ein US-amerikanischer Szenenbildner.

## Leben
Jefferies interessierte sich für Luftfahrt und wurde im Zweiten Weltkrieg als Copilot auf der Boeing B-17, der Consolidated B-24 und der North American B-25 in Europa und Afrika eingesetzt. Für seine Verdienste wurde er mit dem Bronze Star und der Air Medal ausgezeichnet. Nach dem Krieg erhielt Jefferies eine Anstellung als Illustrator in der Library of Congress.
Nach einigen freiberuflichen Illustrationen für kleinere Filmstudios wurde er Mitte der 1950er Jahre als Set Designer bei Warner Bros. eingestellt. Sein Bruder Philip M. Jefferies vermittelte ihm diese Stelle. Das Jahr 1966 markierte Jefferies Durchbruch, als ihn Autor und Produzent Gene Roddenberry als Chef-Produktionsdesigner für seine neue Fernsehserie, Raumschiff Enterprise, engagierte. Sein Design der Enterprise gilt noch heute als Vorbild für sämtliche bei Star Trek zu sehenden Raumschiffe der Sternenflotte. Nach seiner Arbeit bei Star Trek arbeitete er für Dallas, Kobra, übernehmen Sie und Unsere kleine Farm.
Jefferies, der mit Mary Ann Jefferies verheiratet war, erlag im Alter von 81 Jahren seinem langen Kampf gegen Krebs an Herzinsuffizienz.

## Star Trek
Zu seinen Verdiensten um Star Trek zählt die Einführung der Schiffs-Registriernummern: Schiffe im Star-Trek-Universum erhalten jeweils eine eigene Registriernummer, meist beginnend mit „NCC“ und einer Laufenden Nummer. Dabei hat NCC keine Bedeutung, Jefferies entnahm die Buchstaben dem Flugzeugregistrierungscode. N stand für Flugzeuge aus den USA, C für zivile Flieger und das dritte C fügte er hinzu, weil es besser klang.
Geehrt wurde Jefferies mit der Einführung der Jefferies-Röhren, Verbindungsröhren auf Star-Trek-Raumschiffen, in denen man meist auf Knien von einem Deck zum nächsten bzw. von einer Abteilung in die nächste gelangen kann. Eingeführt wurden sie in Raumschiff Enterprise: Das nächste Jahrhundert. Auch wurde 2004 in der Fan-Fiction-Serie Star Trek: Phase II die Figur des Captain Matthew Jefferies nach ihm benannt.

## Privatleben
Seine beiden Brüder Philip M. Jefferies (1925–1987) und John D. Jefferies Sr. (1936–2010) arbeiteten ebenfalls als Szenenbildner. Beide unterstützten ihn bei der Arbeit für die Pilotfolge von Raumschiff Enterprise.